# Orguljarska radionica Pieringer
Orguljarska radionica Pieringer (njem. Orgelbau Pieringer) privatno je austrijsko poduzeće sa sjedištem u Haagu u Donjoj Austriji. Vlasnik i utemeljitelj poduzeća haaški je majstor-orguljar Johann Pieringer. Ova ugledna radionica orgulja već 25 godina uspješno djeluje diljem Austrije te u Njemačkoj i Hrvatskoj. Orguljarska radionica Pieringer je i član Međunarodnog udruženja graditelja orgulja (engl. International Society of Organbuilders).

## Povijest
Poslije završenoga strukovnoga školovanja za graditelja orgulja u jednoj majstorskoj radionici u Sankt Florianu (Gornja Austrija), uspješno položenoga završnoga ispita (1982.) i majstorskoga ispita (1989.) Johann Pieringer se 1996. poslovno osamostalio i u gradu Haagu osnovao vlastitu orguljarsku radionicu: u Haagu je 2003. sagradio i uredio novu radionicu, a sjedište poduzeća preselio u prigradsko naselje Holzleiten.
Glavnina poduzetničkoga djelovanja Orguljarske radionice Pieringer usmjerena je na izradu pozitiva i kućnih, koncertnih i crkvenih orgulja klasično-mehaničke trakture. Ostale djelatnosti i usluge poduzeća su čišćenje, održavanje i renoviranje orgulja, restauriranje povijesnih orgulja i intoniranje i ugodba orgulja primjereni prostoru i stilu određenoga glazbala, premještanje i prijevoz orgulja, kao i popravci harmonija.
Orguljarska radionica Pieringer uglavnom djeluje diljem Austrije, ali je dosad ostvarila i neke značajne projekte u Njemačkoj i Hrvatskoj, primjerice orgulje u zborskoj kapeli samostana Frauenchiemsee, orgulje u kapelici samostana Družbe sestara Naše Gospe u Zagrebu i orgulje u župnoj crkvi Gospe Loretske u Zadru.

## Orgulje (izbor)
P = Pedal
| Mjesto              | Crkva                                  | Godina | slika | Manuali | Registri | Napomene |
| ------------------- | -------------------------------------- | ------ | ----- | ------- | -------- | --- |
| Großgmain           | Župna crkva                            | 2000   |       | II/P    | 17       | Orgulje u župnoj crkvi u Großgmainu su jedine skoro sasvim očuvane dvomanualne orgulje Ludwiga Moosera. Prilikom restauracije, koju je 2000. dovršila Orguljarska radionica Pieringer, rekonstruirani su registri Dolce 4' i Bassposaune 8'.                              |
| Kematen an der Ybbs | Župna crkva Svete obitelji             | 2000.  |       | II/P    | 13       | |
| Zeillern            | Župna crkva sv. Jakova starijeg        | 2003.  |       | II/P    | 21       | U originalno kućište orgulja, što ih je 1906. izradio Johann Lachmayr, a 1961. godine preuredio Paul Heer. Orguljarska radionica Pieringer je 2003. ugradila nove orgulje.                                                                                                |
| Hallwang            | Parish church                          | 2005.  |       | II/P    | 19       | |
| Matzleinsdorf       | Župna crkva sv. Bartola                | 2006.  |       | II/P    | 12       | |
| St. Marien          | Župna crkva                            | 2008.  |       | II/P    | 15       | U postojeće kućište iz 1828. godine, koje je u cijelosti drvnotehnički restaurirano, ugrađene su nove mehaničke orgulje. |
| Liefering           | Župna crkva sv. apostola Petra i Pavla | 2009.  |       | II/P    | 15       | |
| Scheibbs            | Samostanska crkva sv. Barbare          | 2010.  |       | III/P   | 17       | Nove i u potpunosti mehaničke orgulje smještene su u izvorno kućište koje je izradio Max Jakob. Ujedno su dodane nedostajuće pokrovne ploče i obnovljena djelomično razrezana vrata u donjem dijelu kućišta.                                                              |
| Ybbs an der Donau   | Župna crkva sv. Lovre                  | 2012.  |       | III/P   | 30       | Poslije požara u Ybbsu na Dunavu 1716. godine, barokne je orgulje 1723. izradio Bartholomäus Heintzer. Orguljarska radionica Pieringer je 2009. počela obnovu toga povijesnoga glazbala te su u postojeće barokno kućište do 2012. de facto ugrađene sasvim nove orgulje. |
| Wolfern             | Župna crkva sv. Martina                | 2014.  |       | II/P    | 20       | |

## Nagrade i priznanja
- 2007. – Ausbilder-Trophy 2007, treća nagrada za izobrazbu šegrta u području poduzetništva i obrtništva.[4]
- 2007. – nominacija za austrijsku dizajnersku državnu nagradu »Adolf Loos« (njem. Adolf Loos Staatspreis Design) za »Klangwürfel«, orgulje izrađene u suradnji s glazbenikom i grafičkim dizajnerom Michaelom Kitzingerom.[21]
- 2014. – austrijska nagrada »Maecenas« u kategoriji malih i srednje velikih poduzeća za najboljega pokrovitelja u kulturi za financiranje ciklusa orguljaških koncerata »Orgelkunst 2013« u Ybbsu na Dunavu.[22][23]

## Vanjske poveznice

### Sestrinski projekti
|  | Zajednički poslužitelj ima još gradiva o temi Johann Pieringer |

### Mrežna mjesta
- Službene mrežne stranice Orguljarske radionice Pieringer (njem.)
- Organ index.de − Pieringer, Johann (njem.)
- Austrijska gospodarska komora – Poduzeća A-Z: Orgelbau Pieringer e.U.  Arhivirana inačica izvorne stranice od 4. ožujka 2021. (Wayback Machine) (njem.)